# КК СПД Раднички
КК СПД Раднички је српски кошаркашки клуб из Крагујевца. Клуб је део Спортског привредног друштва Раднички. Тренутно се такмичи у Кошаркашкој лиги Србије. Домаће утакмице игра у спортској хали Језеро, капацитета 3.570 места.

## Историја
Године 2014. угашен је КК Раднички Крагујевац који се пет сезона такмичио у регионалној лиги. На иницијативу бившег српског кошаркаша Николе Лончара основан је Крагујевачки кошаркашки клуб Раднички који је такмичење започео од најнижег ранга такмичења, Друге српске лиге Запад. Клуб је представљен спортској јавности 13. октобра 2015. године, а два дана касније одиграо је прву такмичарску утакмицу против Банета из Рашке и победио са убедљивих 115:34. Сезону су завршили са скором 22-0 и тако се пласирали у трећи степен такмичења - Прву српску лигу Запад.

У Првој српској лиги Запад у сезони 2016/17 заузели су 4. место са 20 победа и 6 пораза. Због финансијских проблема крушевачки Напредак морао је да напусти Кошаркашку лигу Србије, највиши степен такмичења, а његово место у сезони 2017/18 заузео је Раднички.
Радички је у првој сезони са 7 победа и 19 пораза заузео 13. место и након само једне сезоне испао у Другу лигу. У првој сезони у Другој лиги освојили су 9. место.
На почетку сезоне 2019/20, клуб је постао део Спортског привредног друштва Раднички и променио је име у КК СДП Раднички д.о.о. Клуб је појачао ветеран и бивши кошаркаш Црвене звезде и Партизана, Рашко Катић. У првој сезони под новим именом, Раднички је освојио 1. место у Другој лиги Србије и пласирао се у Кошаркашку лигу Србије.
У повратничкој сезони Раднички је освојио 11. место, а већ следеће 15. место и поново је испао из највишег ранга такмичења. У Другој лиги Србије се поново задржао само једну сезону и освајањем првог места поново се вратио у друштво најбољих.
На крају сезоне Раднички је кренуо са формирањем новог тима, како би у сезони 2023/24. играо запаженију улогу. У екипи су остали носиоци из прошле сезоне, капитен Марко Ђерасимовић, Ђуро Даутовић, Милић Благојевић, Ђорђе Милосављевић, а њима се придружио и млади репрезентативац Данило Лабовић. Од искуснијих играча ангажован је Урош Николић, а на позицији плејмејкера амерички кошаркаш Треј Крофт. Екипу је предводио млади тренер Стеван Мијовић. Екипа је одлично стартовала и након девет кола била је на првом месту са скором 8−1. Уследила су два пораза, након чега је тренер Мијовић прешао у ФМП, а на његово место дошао је Марко Симоновић, коме је то било прво искуство као самосталном тренеру. Под његовим вођством, Раднички је сезону завршио на 7. месту са скором 16-14.

## Учинак у претходним сезонама
| Сез.     | Ранг | Лига Србије            | Позиција  | Суперлига Србије | Куп Србије   |
| -------- | ---- | ---------------------- | --------- | ---------------- | ------------ |
| 2017/18. | 1.   | Кошаркашка лига Србије | 13. место | —                | —            |
| 2018/19. | 2.   | Друга лига Србије      | 9. место  | —                | —            |
| 2019/20. | 2.   | Друга лига Србије      | 1. место  | —                | —            |
| 2020/21. | 1.   | Кошаркашка лига Србије | 11. место | —                | Четвртфинале |
| 2021/22. | 1.   | Кошаркашка лига Србије | 15. место |                  | Четвртфинале |
| 2022/23. | 2.   | Друга лига Србије      | 1. место  | —                | —            |
| 2023/24. | 1.   | Кошаркашка лига Србије | 7. место  | —                | —            |
| 2024/25. | 1.   | Кошаркашка лига Србије | 8. место  | —                | —            |

## Познатији играчи
- Рашко Катић
- Урош Николић